# Comme si de rien n'était (album)
Pour les articles homonymes, voir Comme si de rien n'était.
Albums de Carla Bruni
No Promises Little French Songs
Singles
1. L'amoureuse
Sortie : 16 juin 2009

Comme si de rien n'était est le troisième album de Carla Bruni, sorti en France le 11 juillet 2008.
La photo de la pochette est signée Jean-Baptiste Mondino.
Le titre de l'album, une expression courante, a inévitablement été interprété comme une allusion à son mariage avec le président de la République française Nicolas Sarkozy, signifiant qu'elle continue de faire de la musique « comme si de rien n'était », bien qu'étant désormais première dame de France.

## Liste des pistes
Toutes les chansons sont écrites et composées par Carla Bruni, sauf indication.
| No  | Titre                      | Auteur                                    | Durée |
| --- | -------------------------- | ----------------------------------------- | ----- |
| 1.  | Ma jeunesse                |                                           | 2:34  |
| 2.  | La Possibilité d'une île   | Carla Bruni, Michel Houellebecq           | 3:57  |
| 3.  | L'Amoureuse                |                                           | 3:02  |
| 4.  | Tu es ma came              |                                           | 3:03  |
| 5.  | Salut marin                | Carla Bruni, Taofik Farah                 | 2:52  |
| 6.  | Ta tienne                  |                                           | 2:40  |
| 7.  | Péché d'envie              | Carla Bruni, Raphaël Enthoven             | 2:54  |
| 8.  | You Belong to Me           | Pee Wee King, Chilton Price, Redd Stewart | 2:59  |
| 9.  | Le Temps perdu             |                                           | 2:44  |
| 10. | Déranger les pierres       | Carla Bruni, Julien Clerc                 | 3:13  |
| 11. | Je suis une enfant         |                                           | 3:07  |
| 12. | L'Antilope                 | Carla Bruni, Freddy Koella                | 2:02  |
| 13. | Notre grand amour est mort |                                           | 3:25  |
| 14. | Il vecchio e il bambino    | Francesco Guccini                         | 3:23  |

## Ventes
A la sortie de l'album, une polémique apparaît dans la presse concernant ses résultats commerciaux (la maison de disques communiquait sur les ventes aux magasins, tandis que certains journaux mettaient en avant les ventes aux consommateurs). 
L'album s'est écoulé à plus de 400 000 exemplaires dans le monde.
L'intégralité des bénéfices a été reversée à la Fondation de France,.